# コンスタン・モンタルド
コンスタン・モンタルド（Constant Montald、1862年12月4日 - 1944年3月5日）は、ベルギー象徴主義の美術家。ジャン・デルヴィルを中心とするベルギー象徴主義のグループ「Pour l'art（芸術のために）」展の活動的な会員であった。1896年には、同じくジャン・デルヴィルが主催した、第一回「理想主義芸術展」に出品し、1897年にブリュッセル王立美術アカデミーの装飾絵画の主任教授となった。

## 略歴
ヘントで生まれた。ヘントの実業学校で装飾画を学び、1874年からヘントの美術アカデミーの夜間コースでも学んだ。美術アカデミーの展覧会で大賞を受賞し、ヘント市の奨学金を得て、パリに留学した。1885年からイラストレータとして有名になるアンリ・プリヴァ＝リヴモンとパリに滞在し、エコール・デ・ボザールで学んだ。1886年にベルギーのローマ賞を受賞し、1888年から1891年の間の3年間、イタリアに留学し、ローマやフィレンツェを旅し、ブリュッセルに戻った。1892年にエジプトを旅した後、テキスタイルデザイナーと結婚した。
象徴主義の画家、ジャン・デルヴィルの活動に共鳴し、1896年にデルヴィルらが創設した「Salon d'Art Idéaliste(理想主義芸術展)」などに出展した。1896年にブリュッセル王立美術アカデミーの教授に選ばれ、1932年まで教授職を続けた。モンタルドの教えた画家には、シュルレアリスムの画家、ルネ・マグリットやポール・デルヴォーらがいる。

## 作品
- 「踊るニンフ」1898年頃（ベルギー王立美術館蔵）
- 「寓意的な情景」（姫路市立美術館蔵）

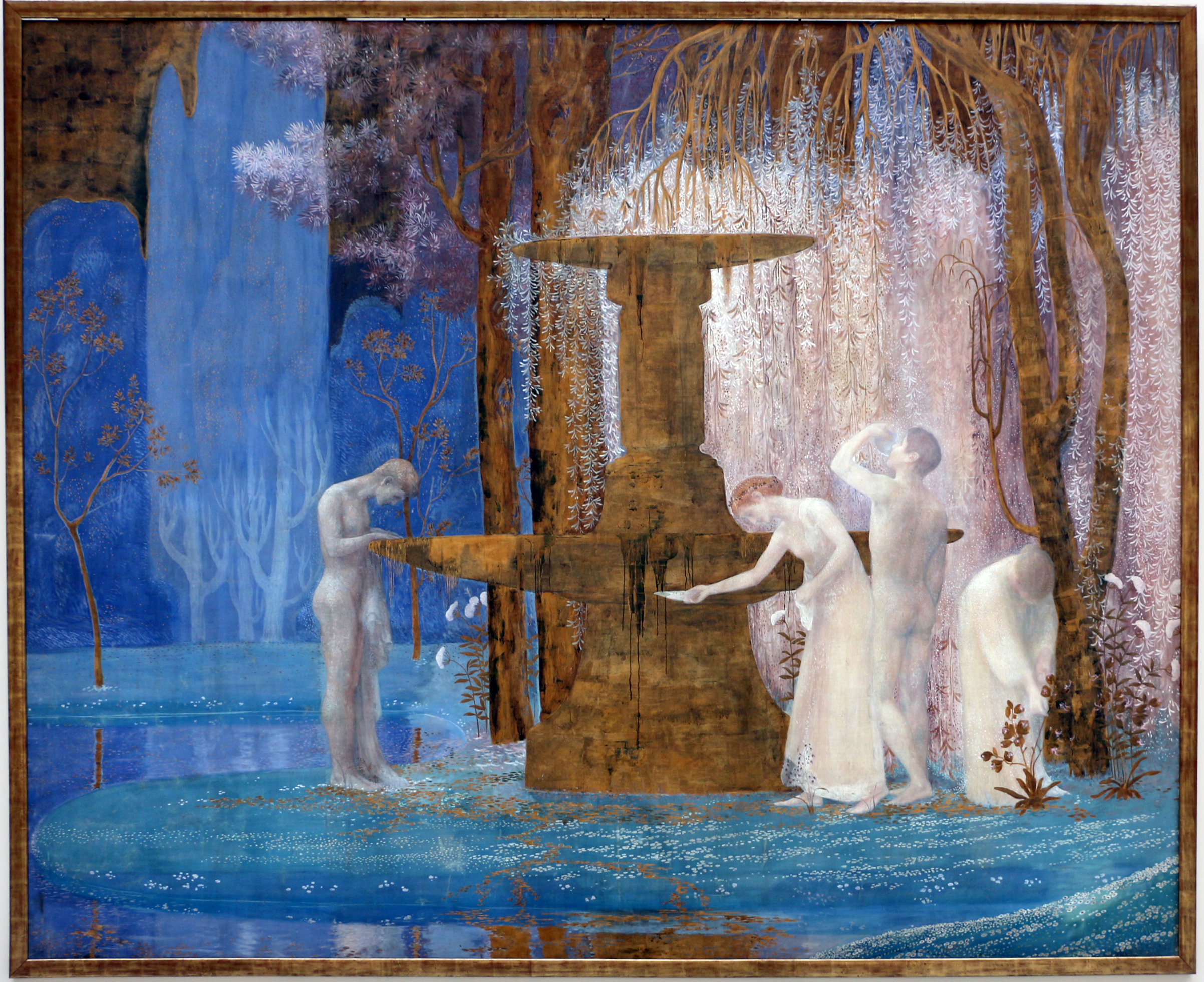
「霊感の泉」1907年（ベルギー王立美術館蔵）
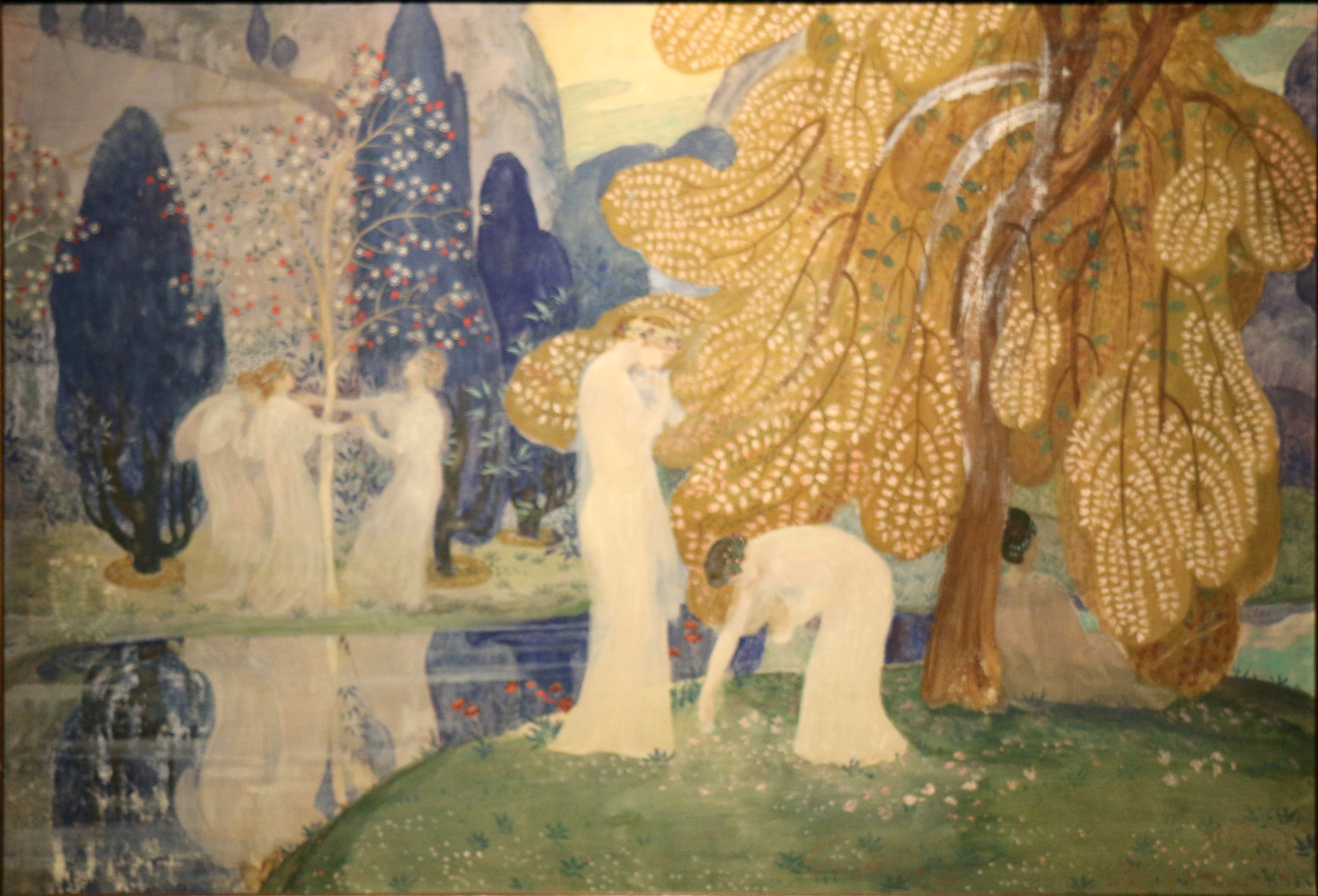
「踊るニンフ」1898年(Fin-de-Siècle Museum蔵)